# Бездетко, Андрей Павлович
Андрей Павлович Бездетко (укр. Бездітко Андрій Павлович; 8 июня 1919 года, Резуненково, Харьковская область — 26 декабря 2000 года, Харьков, Украина) — партийный деятель, политик, чиновник, агроном. Первый секретарь Чугуевского райкома партии. Председатель Харьковского облисполкома, депутат Верховного Совета УССР и СССР. Почётный гражданин Харькова.

## Биография
Андрей Павлович родился 8 июня 1919 года в селе Резуненково Харьковской области в крестьянской семье. Закончил Коломакскую среднюю школу и в 1938 году поступил в Харьковский сельхозинститут им. Докучаева на агрономический факультет.
Участвовал в Великой Отечественной войне: воевал на Калининском, Степном, 2-м Украинском, 1-м Белорусском фронтах. Участвовал в освобождении Белоруссии, Харькова и Полесья.
В 1943 году в боях под Чугуевом погиб его брат, и после этого Андрей стал помогать его семье.
На всесоюзной выставки Андрею премировали мотоцикл марки «Ковровец» за достижение района, на нём он ездил по полям, на ферму, в МТС, на стройку.
После войны работал агрономом, а также учился в сельхозинституте и закончил его в 1947 году.
В 1955 году Бездетко избрали первым секретарем Чугуевского райкома Коммунистической партии Украины. С 1962 года он — первый заместитель председателя облисполкома и начальник областного управления производства и заготовки сельхозпродуктов.
В 1968 году избран депутатом Верховного Совета УССР. С 1968 года по 1983 год — председатель Харьковского облисполкома.
В период с 1970-х по 1980-е три раза избирался депутатом Верховного Совета СССР.
С 1983 года на пенсии.
Умер 26 декабря 2000 года в Харькове.

## Личная жизнь
Был женат, у него дочь Лариса, профессор-кардиолог, сын Павел — профессор-офтальмолог, 3 внучки — Ольга, Елена и Екатерина.

## Достижения
При Андрее Павловиче Бездетко в Харькове появились новые станции метро, театр, новые дома, фабрики и пивзаводы.

## Награды
Был награждён 39 государственными наградами, в том числе восемью орденами: Красной Звезды, Отечественной войны первой степени и двумя орденами Ленина, Трудового Красного Знамени и Октябрьской Революции.
C 1999 года почётный гражданин Харькова.

## Память
В 2009 года в Коломаке на стене школы, где он учился установлена мемориальная доска.